# Contea di Bogan
La contea di Bogan è una Local Government Area che si trova nel Nuovo Galles del Sud. Essa si estende su una superficie di 14.611 chilometri quadrati e ha una popolazione di 3.003 abitanti. La sede del consiglio si trova a Nyngan.